# کابیماس
کابیماس (به اسپانیایی: Cabimas) یک شهر در ونزوئلا است که در سولیا واقع شده‌است.

## خصوصیات
کابیماس ۸۶۲ کیلومترمربع مساحت و ۲۸۸٬۵۹۵ نفر جمعیت دارد و ۳ متر بالاتر از سطح دریا واقع شده‌است.